# 다이안지촌 (나라현)
다이안지촌(大安寺村)은 나라현의 북서부, 소에카미군에 속해있던 촌이다. 현재의 나라시의 일부에 해당한다.

## 역사
- 1889년 4월 1일 - 정촌제 시행에 의해 소에카미군 다이안지촌이 성립하였다.
- 1951년 3월 15일 - 나라시에 편입해, 소멸하였다.

## 교통
- 1급 국도 24호(현 나라현 도로 754호)